# Bad to the Bone (singolo George Thorogood and the Destroyers)
Bad to the Bone è un singolo del gruppo musicale statunitense di George Thorogood & the Destroyers, pubblicato nel 1982 come estratto dall'album Bad to the Bone

## Descrizione
La title track è celebre per il suo riconoscibile riff di chitarra e l'utilizzo in diversi contesti cinematografici e televisivi.
Il brano presenta inoltre analogie con la canzone I'm a Man di Bo Diddley, con cui condivide il riff di chitarra. Lo stesso Bo Diddley appare nel videoclip di "Bad to the Bone".

## Tracce
7" USA/Australia, 1982
1. Bad to the Bone – 3:35 (George Thorogood)
2. No Particular Place To Go (Live Version) – 5:30 (Chuck Berry)

Durata totale: 9:05
7" Germania, 1982
1. Bad to the Bone – 4:48 (George Thorogood)
2. No Particular Place To Go (Live Version) – 3:56 (Chuck Berry)

Durata totale: 8:44
7" Portogallo, 1982
1. Bad to the Bone – 3:35 (George Thorogood)
2. As The Years Go Passing By (Live Version) – 5:30 (Deadric Maione)

Durata totale: 9:05
7" USA, 1982, promo
1. Bad to the Bone – 3:35 (George Thorogood)
2. Bad to the Bone – 3:35 (George Thorogood)

Durata totale: 7:10
12" USA, 1986, promo
1. Bad to the Bone – 4:19 (George Thorogood)
2. Bad to the Bone – 4:19 (George Thorogood)

Durata totale: 8:38
CD single, USA, 1992
1. Bad To The Bone (New Edit New Mix) – 3:57
2. Reelin' & Rockin' – 4:48
3. Bad To The Bone (New Album Mix) – 4:56

Durata totale: 13:41
CD single, USA, 1992, promo
1. Bad To The Bone (New Edit New Mix) – 3:57
2. Bad To The Bone (New Album Mix) – 4:56

Durata totale: 8:53

## Crediti

### Personale tecnico
- John Nagy - ingegneria del suono, produzione discografica
- Paul Mufson - ingegneria del suono
- Ken Irwin - produzione discografica
- The Delaware Destroyers - produzione discografica

## Altri utilizzi
La canzone è stata utilizzata in differenti contesti cinematografici e televisivi. Tra questi, possiamo ricordare: i film Terminator 2 - Il giorno del giudizio di James Cameron, Genitori in trappola, Piccola peste,  Talk Radio di Oliver Stone, Il maggiore Payne, il film di animazione Megamind, le serie televisive Lost e My Name Is Earl, il programma televisivo Blob. L'utilizzo più famoso è comunque nel film Christine - La macchina infernale del regista John Carpenter.